# پارک ملی قره‌قروم مرکزی
پارک ملی قراقورام مرکزی (اردو: میانی قراقرم ملی باغ) یک پارک ملی است که در منطقه اسکاردو در گیلگیت-بالتستان در پاکستان واقع شده‌است و برخی از بلندترین قله‌های جهان و بزرگترین یخچال‌های طبیعی را در بر می‌گیرد. در سطح بین‌المللی برای کوهنوردی، صخره‌نوردی و فرصت‌های پیاده‌روی شهرت دارد و مساحتی در حدود ۱۰۰۰۰ کیلومتر مربع را پوشش می‌دهد و دارای بیشترین تراکم کوه‌های بلند روی زمین است. این پارک دارای چهار قله بالای ۸۰۰۰ متری چون گاشربروم ۱ (۸۰۶۸ متر)، گاشربروم ۲ (۸۰۳۵ متر) و برود پیک (۸۰۵۱ متر)، و شصت قله بالاتر از ۷۰۰۰ متر است. این پارک در سال ۲۰۱۶ در فهرست موقت میراث جهانی قرار داده شد

## موقعیت
قره‌قروم مرکزی یک منطقه شدیداً کوهستانی بین سکردو و گلگت است. این پارک در سال ۱۹۹۳ به عنوان پارک ملی قره‌قروم مرکزی (CKNP) اعلام شد و امروزه بزرگترین منطقه حفاظت شده در پاکستان است که بیش از ۱۰۵۵۷٫۷۳ کیلومتر مربع در رشته کوه مرکزی قره‌قروم را پوشش می‌دهد. این منطقه بخشی از سیستم کوهستانی آسیایی هندوکش- قره‌قروم- هیمالیای غربی است و مرتفع‌ترین پارک جهان است.

## زمین‌شناسی

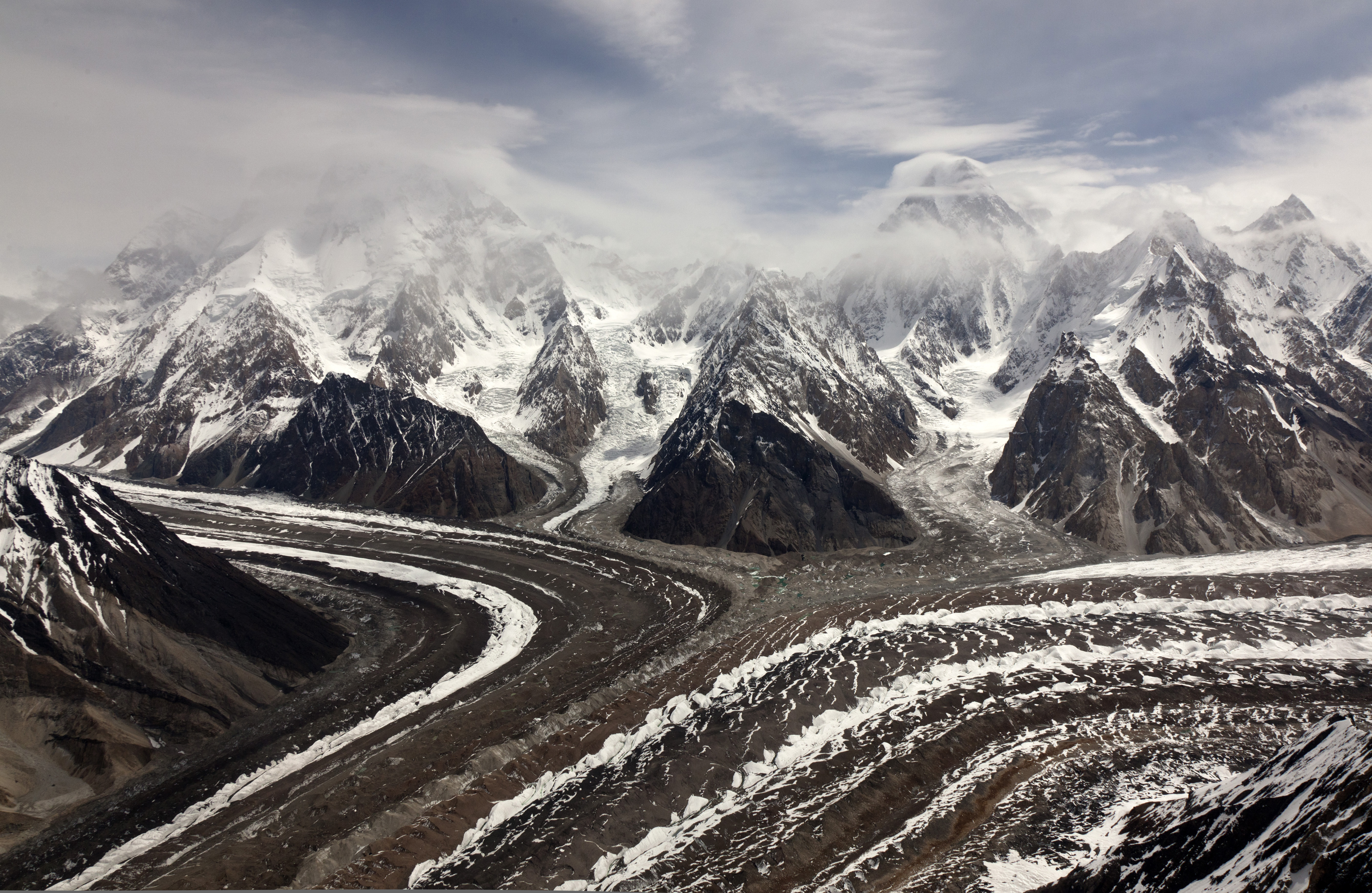
یخچال بالتورو

این پارک در یک منطقه زمین‌ساختی بسیار فعال قرار دارد. حدود ۶۰ میلیون تا ۲۰ میلیون سال پیش، صفحه قاره هند به زیر صفحه اوراسیا فرورفت و چندین کوه عظیم تشکیل شد. این پارک طولانی‌ترین یخچال‌های طبیعی خارج از مناطق قطبی را در بر می‌گیرد که ۴۰ درصد از مساحت پارک را تشکیل می‌دهد. این مهم‌ترین و شکننده‌ترین اکوسیستم کل منطقه را تشکیل می‌دهد. یخچال‌های طبیعی مانند هیسپر، بیافو، بالتورو و چوگو لونگما سیستم‌های پیچیده‌ای را تشکیل می‌دهند که دره‌ها و در برخی موارد کل حوزه‌های آبخیز را اشغال می‌کنند. در منطقه‌ای با چنین فعالیت‌های ژئومورفولوژیکی شدید، جای تعجب نیست که لغزش‌ها رایج باشد. منطقه پارک با این رویدادها رابطه دوسوگرایانه ای دارد، از یک طرف فاجعه و ویرانی به همراه دارد، اما در عین حال منظره را دوباره پیکربندی می‌کند و لندفرم‌های جدیدی با پتانسیل سکونت و کشاورزی ایجاد می‌کند. به عنوان مثال، روستاها و مزارع آنها اغلب مستقیماً در زمین‌های ناشی از زمین لغزش‌های قبلی قرار دارند.

## اکوسیستم
در داخل پارک اکوسیستم‌های مختلفی وجود دارد، از صخره‌های سنگی گرفته تا زمین‌های درختچه‌ای ارس، جنگل‌های مخروطی و پهن برگ و مراتع آلپی، که سطح بالایی از تنوع زیستی را در خود جای داده‌است. این اکوسیستم‌های متنوع پناهگاهی برای گونه‌های در معرض خطر پستانداران مانند گوزن مشک، پلنگ برفی، گوسفند وحشی اوریال، بزکوهی، سیاه‌گوش هیمالیایی، گوسفند آبی و گرگ خاکستری و همچنین تقریباً ۹۰ گونه پرنده در ۱۳ خانواده است.

## امکانات
پارک ملی قراقورام مرکزی مرتفع‌ترین پارک ملی جهان و بزرگترین منطقه حفاظت شده پاکستان است و ۱۰٬۵۵۷ کیلومتر مربع (۴٬۱۰۰ مایل مربع) پوشش می‌دهد. این پارک همچنین شامل بالتورو، پانماه، یخچال بیافو، هیسپر و یخچالهای طبیعی می‌شود و یکی از مهمترین و پارک‌های ملی زیبا در پاکستان است. در سال ۲۰۱۳ اعلام شد که مرزهای دقیق پارک نامشخص است زیرا با گذشت بیست سال از تشکیل آن، پارک هنوز فاقد برنامه مدیریتی است. در زمان ایجاد آن در سال ۱۹۹۳، چهار مختصات برای ترسیم مرزهای پارک ارائه شد. اتحادیه بین‌المللی حفاظت از طبیعت در سال ۱۹۹۴ طرح مدیریتی پیشنهادی را ارائه کرد، اما در آن زمان مورد تأیید قرار نگرفت. یک برنامه مدیریتی باید تمام جنبه‌های پارک از جمله مواردی مانند جنگلداری، معدن، سایر منابع طبیعی، گردشگری، چراگاه‌ها و مدیریت پسماند را پوشش دهد و بدون برنامه مناسب، پارک نمی‌تواند به درستی اداره شود.